# 秘密潜入2：隐秘行动
《秘密潜入2：隐秘行动》（IGI2: Covert Strike）是一款由Innerloop Studios开发，Codemasters发行的第一人称射击游戏，于2003年发售。执行了Bravo Two Zero行动而闻名的前特种空勤团成员克里斯·瑞安担任本游戏顾问。这是原来由Innerloop Studios开发，Eidos Interactive发行的《秘密潜入》的续作。
在游戏情节中，中国将军“吴兴”为主要敌人。吴兴为了得到电磁脉冲（EMP）武器策划了一些行动（如从俄罗斯黑手党那裡武力抢劫先进技术），最后将EMP安装在他已控制的航天火箭上。在游戏结束时，大卫琼斯打败了他并将发射停止。由于它“有意损害中国和中国军队的形象”该游戏在中国遭到查禁。
目前在中国大陆流通的秘密潜入2均只有十三个关卡（完整版含有十九关），玩家们认为，可能是因为游戏从第十四关开始损害中国和中国军队的形象导致。

## 游戏要素

### 任务和故事线
在进入游戏后由实时渲染的动画交代任务，任务中的目标都必须在任务结束之前完成。
游戏不鼓励直接冲杀，隐蔽的行动使玩家得到一个更好的评分，排名和生存机会，游戏中最高评价为“大卫琼斯”。
每一项任务都有多个完成途径，其中最明显和最艰巨的是直接与敌人枪战，因为在每一项任务琼斯面临的敌人都是20-1至50-1。每一项任务都有绕过大批敌人或潜入过去而未被发现的机会。某些任务甚至需要在整个行动中不被发现，即不给敌人发出警报的机会，就像游戏副标题《隐秘行动》建议的那样。
在开始新游戏时，可以选择游戏的难易程度，难易程度将改变琼斯的生命值，敌人的人工智能，以及任务中保存游戏的次数。

### 秘密行动
玩家可以使用电子地图来侦察任务区，远程观看实时卫星图可以使任务区的地形结构和户外敌人清晰可见，这也是计划突击路线，监测敌人巡逻路线和其他战略信息所必要的。使用双筒望远镜和热成像仪，可观察附近的敌人，甚至是在墙后的敌人。
琼斯配备的开锁器和安全破解器使他能够强行进入任何房间，无声和隐蔽的进入限制区域和建筑物，获得军事机密或私人信息，和需要的物体。远程遥控的C4炸药可用于某些地面目标，这意味着琼斯可在未被发现的情况下从远处摧毁大型结构。在某些任务可以要求空袭，先利用激光指示器标示地面目标然后进行轰炸。

### 隐蔽射击
游戏中，玩家能够获得许多现实世界中的武器，包括手枪，突击步枪，狙击步枪，轻机枪和RPG。这些武器可在游戏关卡中拾取。
就像它的前作，游戏中充满了现实主义元素，游戏中有30多种武器其外观和行为都准确模拟真实世界中的武器，包括其射速和加载时间。
- 消声武器，如Glock 17-SD和SOCOM手枪，SMG-2、MP5-SD3和64式冲锋枪，PSG-1SD狙击步枪。这些武器可以使琼斯从很远的杀死敌人而且完全不被对方发现，但射击速度較慢、火力較遜色。

- 标准武器，如巨蟒（Colt Anaconda）和沙漠之鷹（Desert Eagle）手枪，乌兹（Uzi）、MAC-10和MP5-A3冲锋枪，AK-47、M16A2／M203、斯泰爾AUG和G36E突击步枪，SPAS-12、Mk3A1 Jackhammer和伯奈利M4 Super 90霰弹枪，M249 SAW、白朗宁M2（M2HB）重機枪，拥有更快的射击速度和／或更强的火力，但也更容易被附近的敌人发现。

- 平衡武器，如SVD Dragunov和M82A1-T狙击步枪，HK G11突擊步槍，RPG-7和LAW80火箭筒，提供了火力与隐藏的平衡，对于从很远的距离射击有战略意义。

子弹的穿透能力与它们的速度、重量和口径还有目标材料（木材，钢材，塑料或肉体）有关，这意味着玩家将能一枪击中多个目标或穿透材料击中目标。目标是不仅是受琼斯运动姿态的影响，也受武器属性的影响。
琼斯同时只能携带两把枪，不像其前作可携带任何数量，这使玩家需要思考和了解每种武器的长处和短处。除了这两种武器，匕首是任何时候都可以使用，比如需要无声的杀死敌人的时候，或枪中没有弹药的时候。

## 游戏概要

### 角色
- 大卫·琼斯（David Jones）：整个游戏的主角。他实际上是IGI总部中最优秀的成员。他能够没有任何人的帮助的情况下完成困难的任务和使命，他也是一个无畏的人，可以毫不犹豫地在任何位置杀死他的目标，不轻言放弃。

- 罗伯特·奎斯特（Robert Quest）：罗伯特在本游戏中事实上是敌人，一个50多岁的强壮男人。罗伯特作为琼斯的临时资深飞行员，驾驶他的直升机带领琼斯在俄罗斯获得芯片。琼斯不知道罗伯特实际与大卫的任务主管菲利普有一个得到整套的EMP芯片和蓝图的阴谋。当琼斯成功地得到所有的芯片，罗伯特背叛了他，威胁琼斯如不跳机就将他击杀，琼斯选择跳下直升机。罗伯特后来被大卫在埃及的海港打死。

- 菲利普·怀特（Phillip White）：琼斯的任务主管，实际上是琼斯的一个好朋友。他指导琼斯在俄罗斯取回被盗电磁脉冲芯片，以便他和他的亲密战友罗伯特获取芯片。他们都在IGI渗透了几十年，并获得了巨大的信任。背叛之后他和罗伯特逃到吴兴那裡并移交EMP芯片给吴兴。最后，他被吴兴杀害。

- 丽贝卡·安雅（Rebecca Anya）：安雅是IGI机构的女职员，但她通常花费大部分时间在前面的监测，在菲利普背叛后又和大卫合作，成了琼斯的新任务主管。她的出色工作，使大卫成功的完成每一项任务而没有失败或进一步的危险。

## 配音
| 配音演员             | 角色                |
| -------------------- | ------------------- |
| Boris Sosna          | 大卫·琼斯           |
| Chris Fairbank       | Robert Quest        |
| Dan Russell          | 菲利普·怀特         |
| Khaled Al Malki      | 丽贝卡·安雅         |
| Kuei Lin Hsu         | 杰斯·普里博伊       |
| Larissa Murray       | Senator Pat Lenehan |
| Kuei Lin Hsu         | 吴兴                |
| Steffan Ashton Frank | 其他                |

## 续作
2017年1月3日，由Innerloop Studios前员工创立的游戏工作室Artplant获得了《秘密潜入》及大卫·琼斯角色的知识产权。不过《秘密潜入》的发行权仍归史克威尔艾尼克斯所有。2017年5月29日，Artplant宣布《秘密潜入》系列续作《Project IGI: We're Going In》已经在开发，并将保持“高自由度”特色。
2018年，Toadman Interactive宣布100%收购Artplant。2019年，Toadman Interactive宣布《秘密潜入》系列前传《秘密潜入：起源》（IGI: Origins）将于2021年发布。